# Centrale solaire PS20
La centrale solaire PS20 (en espagnol : Planta Solar 20) est une centrale solaire thermique située à Sanlúcar la Mayor, près de Séville en Andalousie, en Espagne. Elle représente la plus puissante tour solaire du monde en 2010. La tour solaire a une puissance nominale de 20 MW (Mégawatt). Elle produit de l'électricité grâce à de grands miroirs mobiles appelés héliostats,.

## Présentation
La construction a commencé en 2006 ; la centrale PS20 a été mise en service en 2009. Elle dispose d'un nombre significatif d'améliorations technologiques par rapport son ainée, la centrale PS10. Il s'agit notamment d'un récepteur à haute efficacité, diverses améliorations dans le contrôle des systèmes, et un meilleur système de stockage de l'énergie thermique.
« La centrale PS20 est constituée d'un champ de 1 255 héliostats conçus par Abengoa Solar. Chaque héliostat, avec une superficie de 120 m2, reflète le rayonnement solaire qu'il reçoit sur le récepteur, situé au sommet d'une tour haute de 165 m, qui produit de la vapeur, transformée en électricité par une turbine. »
Les centrales restantes seront construites au cours des prochaines années. Elles comprendront des centrales photovoltaïques à faible et à forte concentration, des centrales à héliostats, des centrales à miroirs cylindro-paraboliques, à miroirs paraboliques associés à des moteurs Stirling. Les centrales d'Abengoa Solar, Solnova 1, 3 et 4, sont des centrales à miroirs cylindro-paraboliques, qui pourront générer 150 MW de puissance une fois achevées. Elles sont situées sur la même plateforme solaire."
Issu de la coopération entre le CIEMAT, l'IDEA, et l'université de Séville, la totalité de ces centrales doivent être achevée en 2013 ; elles produiront environ 300 MW d'énergie pour environ 180 000 foyers, soit l'équivalent des besoins de la ville de Séville.

### Sources
- (en) Cet article est partiellement ou en totalité issu de l’article de Wikipédia en anglais intitulé « PS20 solar power plant » (voir la liste des auteurs).